# Poludnica
Nella mitologia slava era uno spirito protettore delle messi, identificato con le sembianze di una donna bellissima, generalmente di alta statura e vestita di bianco.

La poludnica (dalla parola russa polden = mezzogiorno) o południca (dalla parola polacca południe = meridione) sarebbe solita mostrarsi nelle ore più calde della giornata, specialmente in estate, quando i contadini smettono di lavorare per riposarsi dalle fatiche nei campi.
Nessuno osa turbarne il passaggio per non incorrere nella sua vendetta che consiste nel far ammalare o morire il colpevole oppure nel rapirne i bambini e farli smarrire nei campi.
La poludnica è legata al Polevik o Polevoj, che rappresenta la sua controparte maschile.